# 396
396 је била преступна година.

## Догађаји
- Википедија:Непознат датум — Маркомани су се преселили, као римски савезници, на територију данашње источне Аустрије и западне Мађарске.

- Стилихон, римски генерал (магистер милитум), контролише младог цара Хонорија као свог регента и постаје де фацто владар Западног римског царства. Он ангажује Алемане и Франке да бране границу на Рајни.
- Побуна Алариха I: Визиготи, предвођени Алариком I, освајају Грчку и запосеају Коринт, Аргос и Спарту. Уништавају Елеузински храм и освајају Пелопонез. Стилихон склапа мир са Готима, и дозвољава им да се населе у Епиру (Балкан).
- Кина: Цар Јин Ан Ди, 14 година, наслеђује свог оца, цара Ксиаовуа, на месту владара династије Источни Јин након што га је убила његова конкубина Зханг.

## Рођења
- Википедија:Непознат датум — Аеције - војсковођа Западног римског царства († 454.)
- Петроније Максим (око 396 — 31. мај 455)  - римски сенатор